# Mem de Sá
Mem de Sá (ur. ok. 1500, zm. 1572) – portugalski gubernator generalny Brazylii w latach 1557 - 1572.
Objęcie gubernatorstwa po Duarte da Costa, przez Mem de Sá zbiegło się z kilkoma powstaniami Indian, z chaosem panującym w Brazylii spowodowanym kłótniami jezuitów z bandeirantami, i władz kościelnych z kolonialnymi oraz z powstającymi osiedli francuskich, angielskich i flamandzkich które zbroiły Indian. Mem de Sá pierwszą rzeczą jaką zrobił to powołał na swojego doradcę prowincjała jezuitów Manuela Nobregę a następnie postanowił stłumić indiańskie powstania. Do kapitanii Espirito Santo wysłał swojego syna Fernão de Sá i dwustu żołnierzy, gdzie miał uwolnić oblężonych Portugalczyków. Zadanie zostało wykonane ale w trakcie bitwy zginął syn Mem de Sá. Gubernator udał się do kapitanii Ilheus by tam uwolnić oblężonych Portugalczyków a następnie stoczył bitwę pod Ilheus, pokonując miejscowych Indian. By bronić kapitanii stoczył jeszcze kilkudniową morską bitwę zwaną "bitwą pływaków", z flotą Indiańską złożoną z setek kanoe.
Mem de Sá nakazał odbudować i ufortyfikować miasta, wybudować statki, uruchomić młyny. Po zaprowadzeniu spokoju w prowincjach, po uzyskaniu posiłków, Mem de Sá wyruszył na ekspedycję zbrojną do France Antartique dowodzoną przez Duranta Villegaignona a leżącą nad zatoką Guanabara. W tym samym czasie jezuici przyciągnęli na swoją stronę Araribojnę - wodza kilku plemion Tupi, którzy wystąpili przeciwko francuzom. 15 marca 1560 roku po trzech dniach sprzymierzeńcy zdobyli fort Coligna. Mieszkańcy fortu uciekli do dżungli, gdzie zorganizowali wraz z kilkoma plemionami opór i uderzyli na sąsiednie kapitanie Espiritu Santo i São Vincente. Następnie odbudowali straconą wcześniej Colignę i napadali na nadbrzeżne miasta portugalskie. Portugalczycy otrzymali posiłki ze stolicy. Kuzyn gubernatora Estevão de Sá wraz flotą okrążył siły francuskie, wybudował fort São Sebastião a następnie São Sebastião de Rio de Janeiro. W 1567 roku Mem de Sá przybył do fortu z kolejnymi posiłkami i wspólnie zaatakowali siły francuskie. Po trzech dniach siły portugalskie zwyciężyły. W walce zginął kuzyn gubernatora. W 1572 roku zmarł Mem de Sá